# Принцесса и королева (Дом Дракона)
«Принцесса и королева» (англ. The Princess and the Queen) — шестой эпизод первого сезона фантастического телесериала «Дом Дракона», снятый режиссёром Мигелем Сапочником. Его премьера состоялась 25 сентября 2022 года, эпизод получил высокие оценки критиков.

## Сюжет
Действие эпизода происходит через 10 лет после действия предыдущей серии, «Мы путь осветим». Поэтому главных женских персонажей, принцессу Рейениру Таргариен и её мачеху, королеву Алисент Хайтауэр, играют не Милли Олкок и Эмили Кэри, а более возрастные актрисы, Эмма Д’Арси и Оливия Кук соответственно. Сын Алисенты принц Эйегон Старший здесь уже подросток, уверенный, что именно ему должен достаться Железный трон после смерти отца, Визериса I. 
Рейенира за 10 лет родила трёх сыновей — Джейхейриса, Люцериса и Джоффри. Ни у одного из них нет серебряных волос Таргариенов и Веларионов, так как настоящим их отцом является офицер королевской стражи сир Харвин Стронг. Об этом известно всем, но осторожный Визерис отвергает обвинения в адрес дочери, которые выдвигает его супруга. Алисент говорит Эйегону, что он должен готовиться к войне с Рейенирой за трон. Дейемон и его супруга Лейна живут в мире и согласии в Пентосе вместе со своими дочерьми Бейлой и Рейной. Местный принц предлагает им земли и власть в обмен на союз против возрождающейся Триархии. Находящаяся в положении Лейна никак не может разродиться и, не в силах терпеть муки, совершает самоубийство, приказав своей драконице Вхагар сжечь её. 
В Королевской гавани сир Кристон, верный слуга королевы Алисент, учит королевских детей и сыновей Рейениры владению мечом. Наблюдающий за тренировками детей Харвин неосторожно вмешивается, когда на земле оказывается один из его сыновей, Кристон провоцирует его своими намёками на драку. Узнавшая об этом Рейенира дипломатично предлагает Алисент брак своего сына Джейкериса с её дочерью Хелейной, но получает отказ. Узнав об оплошности сына, Лионель Стронг подаёт в отставку с поста десницы. Визерис отказывает ему, дозволив лишь проводить опального сына в Харренхолл. Алисент признаётся младшему сыну Лионеля, интригану Ларису Стронгу, что хотела бы вернуть отцу должность десницы. В тюрьме сир Ларис вербует осуждённых преступников, которые устраивают в Харренхолле пожар. В огне погибают сир Лионель и сир Харвин. Скомпрометированная Рейенира переезжает с детьми и Лейнором на Драконий Камень.

## Премьера и восприятие
19 сентября 2022 года появился тизер шестого эпизода, а премьера состоялась 25 сентября. Рейтинг шестой серии на сайте-агрегаторе отзывов Rotten Tomatoes составил 86 % при средней оценке 7,5 из 10.
Алек Боджалад (портал Den of Geek) оценил «Принцессу и королеву» на 4,5 балла из 5 и назвал этот эпизод «самым интересным и содержательным» в составе «Дома Дракона». Он особо выделил вступительную сцену, игру Д’Арси, Кук и Джона Макмиллана. Хелен О’Хара (IGN) поставила шестой серии 8 баллов из 10, Молли Эдвардс из GamesRadar+ — на 3 звезды из 5. Эдвардс высоко оценила визуальные эффекты и игру Нанны Блонделл в роли Лейны, но сочла повествование слишком быстрым.